# سمینار خلیج فارس (تمبر ۱۳۴۱)
تمبر سمینار خلیج فارس (۱۳۴۱) تمبری است از نوع یادبود که به مناسبت  سمینار برگزار شده در سال ۱۳۴۱ خورشیدی که در رابطه با خلیج فارس بود، در ۲ سری چاپ گردید. این تمبر توسط پست ایران منتشر گردید.